# Malapterurus polli
Malapterurus polli és una espècie de peix de la família dels malapterúrids i de l'ordre dels siluriformes.

## Morfologia
- Els mascles poden assolir 49,5 cm de llargària total.
- Nombre de vèrtebres: 38-41.[4]

## Distribució geogràfica
Es troba a Àfrica: és una espècie de peix endèmica de la conca del llac Tanganyika.